# Festival OTI
Il Festival OTI de la Canción o Festival de la OTI o il Gran Premio de la Canción Iberoamericana (nome originale) è un concorso internazionale di canzoni, in cui partecipano paesi appartenenti alla Organización de Televisión Iberoamericana (OTI) con lo stesso meccanismo che avviene per l'Eurovision Song Contest.
Dal suo inizio, nel 1972, fino al 1981, le votazioni avvenivano via telefonica, attraverso una giuria per ogni paese; a partire dal 1982, una giuria di qualità presente in sala formata da gente esperta di musica vota le varie canzoni.
L'ultima edizione del festival risale al 2000.

## Sedi
| Anno | Città             | Luogo                               | Presentatori                                                            | Televisione                                                             |
| ---- | ----------------- | ----------------------------------- | ----------------------------------------------------------------------- | ----------------------------------------------------------------------- |
| 1972 | Madrid            | Palacio de Congresos y Exposiciones | Rosa María Mateos e Raúl Matas                                          | Televisión Española                                                     |
| 1973 | Belo Horizonte    | Palacio das Artes                   | Murilo Néri                                                             | Rede Globo                                                              |
| 1974 | Acapulco          | Teatro Juan Ruíz de Alarcón         | Lolita Ayala e Raúl Velasco                                             | Televisa                                                                |
| 1975 | San Juan          | Estudios de canal 2, Telemundo      | Marisol Malaret e Beba Franco                                           | Telemundo                                                               |
| 1976 | Acapulco          | Teatro Juan Ruíz de Alarcón         | Susana Dosamantes e Raúl Velasco                                        | Televisa                                                                |
| 1977 | Madrid            | Centro Cultural de Villa Madrid     | Maricruz Soriano e Miguel de los Santos                                 | Televisión Española                                                     |
| 1978 | Santiago del Cile | Teatro Municipal                    | Raquel Argandoña e Raúl Matas                                           | Universidad Católica de Chile Televisión & Televisión Nacional de Chile |
| 1979 | Caracas           | Teatro del Círculo Militar          | Eduardo Serrano e Carmen Victoria Peréz                                 | Venevisión & Radio Caracas de Televisión                                |
| 1980 | Buenos Aires      | Teatro General San Martín           | Liliana López Foresi e Eduardo Carrizo                                  | Argentina televisora de Color (Canal 7) & Canal 13 Argentina            |
| 1981 | Città del Messico | Auditorio Nacional                  | Raúl Velasco                                                            | Televisa                                                                |
| 1982 | Lima              | Nuevo Coliseo Amauta                | Humberto Martínez Morosini, Zenaida Solís, Pepe Ludmir e Silvia Maccera | Panamericana Televisión                                                 |
| 1983 | Washington        | Constitution Hall                   | Ana Carlota e Rafael Pineda                                             | Spanish Internacional Network (hoy Univisión)                           |
| 1984 | Città del Messico | Auditorio Nacional                  | Raúl Velasco                                                            | Televisa                                                                |
| 1985 | Siviglia          | Teatro Lope de Vega                 | Paloma San Basilio e Emilio Aragón                                      | Televisión Española                                                     |
| 1986 | Santiago del Cile | Teatro Municipal                    | Pamela Hodar e César Antonio Santis                                     | Universidad Católica de Chile Televisión & Televisión Nacional de Chile |
| 1987 | Lisbona           | Teatro Sao Luis                     | Ana María Zanatti e Eládio Clímaco                                      | Radio e Televisáo do Portugal                                           |
| 1988 | Buenos Aires      | Teatro Miguel de Cervantes          | Pinky e Juan Alberto Badía                                              | Argentina Televisora Color (Canal 7) & Canal 13                         |
| 1989 | Miami             | James L. Knight Convention Center   | Don Francisco, Lucy Pereda e Antonio Vodanovic                          | Univisión                                                               |
| 1990 | Las Vegas         | Ceasar's Palace                     | Maria Conchita Alonso e Emmanuel                                        | Univisión                                                               |
| 1991 | Acapulco          | Centro de Convenciones              | Raúl Velasco                                                            | Televisa                                                                |
| 1992 | Valencia          | Teatro Principal                    | Paloma San Basilio e Joaquín Prat                                       | Televisión Española                                                     |
| 1993 | Valencia          | Teatro Principal                    | Paloma San Basilio e Francisco                                          | Televisión Española                                                     |
| 1994 | Valencia          | Teatro Principal                    | Ana Obregón e Francisco                                                 | Televisión Española                                                     |
| 1995 | San Bernardino    | Teatro José Asunción Flores         |                                                                         | Canal 13                                                                |
| 1996 | Quito             | Teatro Nacional                     |                                                                         | Gamavisión & Ecuavisa                                                   |
| 1997 | Lima              | Plaza Mayor                         | Jorge "Coco" Belevan                                                    | América Televisión                                                      |
| 1998 | San José          | Teatro Nacional                     | Maribel Guardia e Rafael Rojas                                          | Repretel & Teletica                                                     |
| 1999 | Veracruz          | Il festival fu annullato            | Il festival fu annullato                                                | Il festival fu annullato                                                |
| 2000 | Acapulco          | Centro de Convenciones              | Emmanuel                                                                | Televisa                                                                |

## Vincitori
| Anno | Paese                    | Canzone                                                           | Interprete                                     | Edizione |
| ---- | ------------------------ | ----------------------------------------------------------------- | ---------------------------------------------- | -------- |
| 1972 | Brasile                  | Diálogo                                                           | Claudia Regina & Tobías                        | OTI 1972 |
| 1973 | Messico                  | Qué alegre va María                                               | Imelda Miller                                  | OTI 1973 |
| 1974 | Porto Rico               | Hoy canto por cantar                                              | Nydia Caro                                     | OTI 1974 |
| 1975 | Messico                  | La felicidad                                                      | Gualberto Castro                               | OTI 1975 |
| 1976 | Spagna                   | Canta, cigarra                                                    | María Ostiz                                    | OTI 1976 |
| 1977 | Nicaragua                | Quincho Barrilete                                                 | Guayo González                                 | OTI 1977 |
| 1978 | Brasile                  | El amor... cosa tan rara                                          | Denisse de Kalaffe                             | OTI 1978 |
| 1979 | Argentina                | Cuenta conmigo                                                    | Daniel Riolobos                                | OTI 1979 |
| 1980 | Porto Rico               | Contigo, mujer                                                    | Rafael José                                    | OTI 1980 |
| 1981 | Spagna                   | Latino                                                            | Francisco                                      | OTI 1981 |
| 1982 | Venezuela                | Puedes contar conmigo                                             | Grupo Unicornio                                | OTI 1982 |
| 1983 | Brasile                  | Estrela de papel                                                  | Jessé                                          | OTI 1983 |
| 1984 | Cile                     | Agualuna                                                          | Fernando Ubiergo                               | OTI 1984 |
| 1985 | Messico                  | El fandango aquí                                                  | Eugenia León                                   | OTI 1985 |
| 1986 | Stati Uniti              | Todos                                                             | Damaris, Miguel Ángel Guerra & Eduardo Fabiani | OTI 1986 |
| 1987 | Venezuela                | La felicidad está en un rincón de tu corazón                      | Alfredo Alejandro                              | OTI 1987 |
| 1988 | Argentina                | Todavía eres mi mujer                                             | Guillermo Guido                                | OTI 1988 |
| 1989 | Messico                  | Una canción no es suficiente                                      | Analí                                          | OTI 1989 |
| 1990 | Messico                  | Un bolero                                                         | Carlos Cuevas                                  | OTI 1990 |
| 1991 | Argentina                | Adónde estás ahora                                                | Claudia Brant                                  | OTI 1991 |
| 1992 | Spagna                   | A dónde voy sin ti                                                | Francisco                                      | OTI 1992 |
| 1993 | Spagna                   | Enamorarse                                                        | Ana Reverte                                    | OTI 1993 |
| 1994 | Argentina                | Canción despareja                                                 | Claudia Carenzio                               | OTI 1994 |
| 1995 | Spagna                   | Eres mi debilidad                                                 | Marcos Llunas                                  | OTI 1995 |
| 1996 | Spagna                   | Mis manos                                                         | Anabel Russ                                    | OTI 1996 |
| 1997 | Messico                  | Se diga lo que se diga                                            | Iridián                                        | OTI 1997 |
| 1998 | Cile                     | Fin de siglo: Es tiempo de inflamarse, deprimirse o transformarse | Florcita Motuda                                | OTI 1998 |
| 1999 | Il festival fu annullato | Il festival fu annullato                                          | Il festival fu annullato                       | OTI 1999 |
| 2000 | Stati Uniti              | Mala hierba                                                       | Hermanas Chirino                               | OTI 2000 |

## Paesi vincitori
Fino al 2000, i paesi che con la maggior parte delle vittorie sono Spagna e Messico, con sei vittorie ciascuno, seguono Argentina con quattro e Brasile con tre.
| Vittorie | Paese       | Anni                               |
| -------- | ----------- | ---------------------------------- |
| 6        | Messico     | 1973, 1975, 1985, 1989, 1990, 1997 |
| 6        | Spagna      | 1976, 1981, 1992, 1993, 1995, 1996 |
| 4        | Argentina   | 1979, 1988, 1991, 1994             |
| 3        | Brasile     | 1972, 1978, 1983                   |
| 2        | Stati Uniti | 1986, 2000                         |
| 2        | Porto Rico  | 1974, 1980                         |
| 2        | Cile        | 1984, 1998                         |
| 2        | Venezuela   | 1982, 1987                         |
| 1        | Nicaragua   | 1977                               |

Ottennero secondi posti  Colombia  Costa Rica  Ecuador  Guatemala  Panama  Paraguay  Perù  Portogallo  Rep. Dominicana
Ottenne terzo posto  Cuba
Non hanno mai raggiunto le prime tre posizioni  Antille Olandesi  Aruba  Bolivia  Canada  El Salvador  Guinea Equatoriale  Honduras  Uruguay